# メリッサ・マックモロー
メリッサ・“マイティ”・マックモロー（Melissa "Mighty" McMorrow、1981年6月19日 - ）は、アメリカ合衆国の女子プロボクサー。カリフォルニア州パロアルト出身。第2代WBO女子世界フライ級王者。

## 来歴
2008年6月25日デビュー。
2009年5月7日、ジョレーヌ・ブラックシアと対戦し、プロ初黒星となる0-2の判定負けを喫した。
2009年5月14日、スザンナ・ワーナーと対戦し、2-0の判定勝ちを収め再起に成功した。
2011年6月24日、アイリーン・オルシェウスキーとニューヨーク州女子フライ級初代王座決定戦を行い、2-1の判定勝ちを収め王座獲得に成功した。
2011年7月30日、ケイシャ・マクロード・ウェルズと対戦し、2-1の判定勝ちを収め初防衛に成功した。
2012年2月25日、グアダラハラのコリセオ・オリンピコ・デ・ラ・UGでアレリー・ムシーニョとWBA女子世界フライ級暫定王座決定戦を行い、1-2の判定負けを喫し王座獲得に失敗した。
2012年5月16日、ドイツ・ブランデンブルク州フランクフルト・アン・デア・オーダーのブランデンブルクハレでWIBF・WBO女子世界フライ級王者スージー・ケンティキアンと対戦し、2-0の判定勝ちを収めWIBF王座とWBO王座の獲得に成功した。
2012年10月19日、フロリダ州キシミーでヤハイラ・マルティネスと対戦し、9回1分29秒TKO勝ちを収め初防衛に成功した。
2013年3月13日、ドイツ・ザクセン＝アンハルト州マクデブルクのGETECアレーナでナディア・ラオウイと対戦し、2-1の判定勝ちを収めWIBF王座は初、WBO王座2度目の防衛に成功した。
2014年2月22日、メキシコ・プエブラでWBC女子インターナショナルフライ級王者マリアナ・フアレスと対戦し、0-3の判定負けを喫し王座獲得に失敗した。
2014年8月23日、ジェシカ・チャベスとWBC女子インターナショナルフライ級王座決定戦を行い、0-3の判定負けを喫し王座獲得に失敗した。

## 戦績
- 20戦 10勝(1KO) 7敗 3分[3]

## 獲得タイトル
- ニューヨーク州女子フライ級王座
- WIBF世界フライ級王座
- WBO女子世界フライ級王座